# National Recording Registry
Het National Recording Registry (NRR) is een lijst en archief van geluidsopnamen die "cultureel, historisch of esthetisch belangrijk zijn en/of het leven in de Verenigde Staten informeren of weergeven". Het NRR ontstond in 2000 na de aanname van de National Recording Preservation Act, die tevens de grondslag vormde voor de National Recording Preservation Board. De leden van deze raad, die worden benoemd door de bibliothecaris van de Library of Congress, kiezen jaarlijks een aantal opnamen om aan deze bibliotheek toe te voegen en zo te bewaren. Er bestaat elk jaar de mogelijkheid voor het publiek om opnames te nomineren ter overweging van deze selectie, zolang deze voldoen aan de selectie criteria van het NNR.
Vanaf 2002 werden de eerste geluidsopname geselecteerd en opgeslagen, het ging om een totaal van vijftig opnames. Vanaf 2006 worden er per jaar vijfentwintig opnames voorgedragen en bewaard.

## Selectiecriteria
Een aantal belangrijke criteria waaraan een geluidsopname aan moet voldoen om te kunnen worden toegevoegd aan het NRR zijn:
- Geluidsopnames die zijn geselecteerd voor het National Recording Registry zijn "cultureel, historisch of esthetisch significant" en / of informeren of weerspiegelen de cultuur in de Verenigde Staten.
- Geluidsopnames komen niet in aanmerking voor opname in het National Recording Registry als er geen kopie van bestaat.
- Geen enkele geluidsopname komt in aanmerking voor opname in het National Recording Registry tot tien jaar nadat deze is gemaakt.

## Geluidsopnames
Voorbeelden van geluidsopnames die in het eerste jaar zijn toegevoegd aan het NRR zijn o.a.:
- "I Have a Dream" (1963), de bekende speech van dr. Martin Luther King Jr.
- "Respect (lied)" (1967), lied gezongen door Aretha Franklin
- "Elvis Presleys Sun-opnamen (1954-1955)
- "Tiger Rag" (1918), jazz lied door de Original Dixieland Jazz Band